# Очеретянка індійська

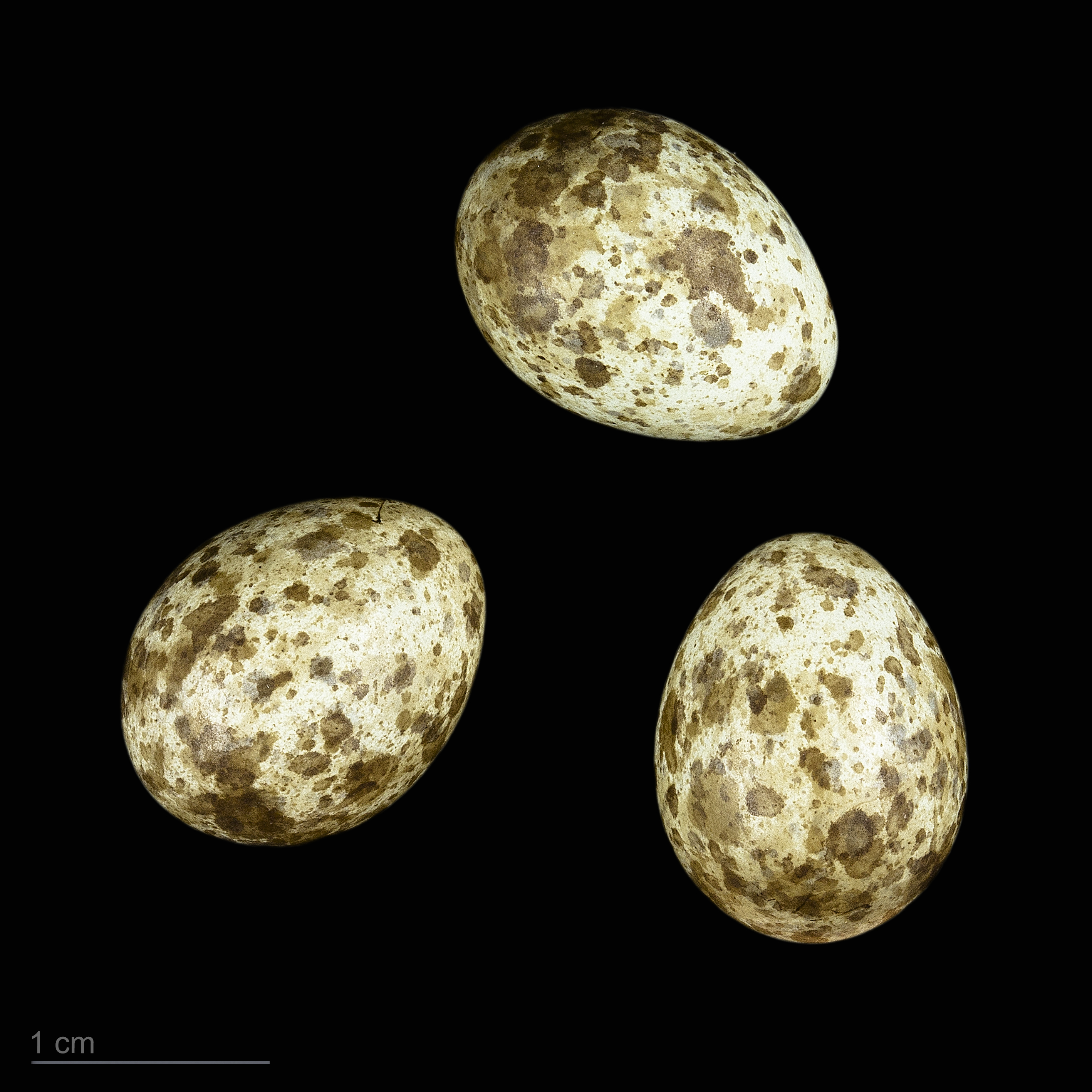
яйце Acrocephalus agricola - Тулузький музей

Очеретя́нка інді́йська (Acrocephalus agricola) — вид птахів родини очеретянкових. Гніздиться в центральній Євразії, в Україні — у приморських районах та подекуди на сході країни.

## Опис

### Морфологічні ознаки
Невеликий птах, менший за горобця. Маса тіла 9-11 г, довжина тіла близько 12 см, довжина крила 52-62 мм. Статевий диморфізм не виражений. Оперення верху буре, з рудим відтінком, голова темніша; над оком чітка світла «брова»; поперек рудуватий; низ білуватий; махові і стернові пера бурі; дзьоб бурий, біля основи нижньої щелепи жовтуватий; ноги бурі; райдужка коричнева. 1-ше першорядне махове перо помітно довше за криючі пера кисті, 2-ге першорядне махове коротше за 5-те, відстань від вершини 1-го другорядного махового до вершини крила не більше 15 мм. Молоді птахи більш бліді.
Очеретянка індійська від садової, ставкової і чагарникової очеретянок відрізняється світлими «бровами» і рудуватим попереком, хоча найдостовірніше — піснею.

### Звуки
Пісня, як і у інших очеретянок, складна, довготривала та має багато запозичень інших видів. Пісня нагадує пісню звичайної берестянки, чагарникової та лучної очеретянок, але швидша та практично не має тріскучих звуків, звучить дуже м'яко. Часом пісня подібна до польового жайворонка. Співають переважно в заростях очерету, під час активного співу — на високих стеблах. Токового польоту немає. Співає у світлу пору доби, найактивніше — зранку та ввечері.
Поклик — тихе «чек» або «чре».

## Поширення
Ареал складається з окремих розкиданих ділянок та охоплює Євразію від дельти Дунаю на схід до Мінусинської угловини, верхів'я Єнісею, котловини Великих Озер в північно-західній Монголії, оз. Орог-Нур, Цайдама. На північ до пониззя Дніпра, Полтавської області, пониззя Дону, долини Західного Маничу, району Вятки, до районів Єкатеринбурга, Омська, Новосибірська, Мінусинської угловини. На південь до північного узбережжя Чорного моря, північного підніжжя Великого Кавказу. На схід від Каспійського моря на південь до Хорасану, Сістану, північного Афганістану, Куньлуня. Східна ділянка ареалу охоплює простір від південно-східного Забайкалля, хребта Тайханшань, хребта Циньлін, східної меже плато Ґуйчжоу, на схід до океанічного узбережжя Азії. На північ до південно-східного Забайкалля (Торейські озера), середньої течії Сунгарі та південного Примор'я. На південь до 25-ї паралелі.
В Україні гніздиться в приморських районах та подекуди на сході країни.
На зимівлю мігрують до Пакистану та Індії.

## Підвиди
Виділяють 4 підвиди:
- A. a. agricola
- A. a. brevipennis (Severtzov, 1873)
- A. a. capistrata
- A. a. septima Gavrilenko, 1954

## Чисельність
Чисельність в Європі оцінена в 470—880 тис. пар, в Україні — 17—25 тис. пар. Чисельність європейської популяції виду становить лише менше 10 % від загальної. Чисельність скорочується.

## Місця існування
Мешкає переважно в очеретяних заростях по берегам водойм. У лісостепу гніздиться в заболочених місцях березових заростей, на рівнинах і в річкових долинах, переважно в низькорослому розрідженому очереті на берегах різноманітних прісноводних водойм, а також у верболозах і заростях тамариксу біля води упереміж з очеретом. На великих озерах, облямованих значними масивами очерету, займає місця подалі від берега вглиб водойми.

## Гніздування
Гніздиться окремими парами. Гніздо влаштовує в очереті або серед гілок прибережних чагарників на висоті 30-120 см над водою або землею. Воно циліндричної форми або у вигляді зрізаної зверху кулі, кріпиться між стеблами очерету, іноді між гілками чагарнику. Матеріал гнізда — розмочене листя різних болотних рослин і злаків, а також з китиць очерету та рослинного пуху. Зовнішній шар гнізда побудований із більш грубого матеріалу, ретельно пригладжений і міцно обвитий очеретяними волокнами. Лоток гнізда вистелений найтоншими стеблинками злаків і китиць очерету, іноді щільно викладений рослинним пухом. Кладка з 4-5 яєць трьох типів забарвлення. Здебільшого яйця мають світло-оливкове основне тло, з глибокими неясними оливковими крапками і поверхневими чіткими оливково-бурими полями і плямами. Рідше трапляються яйця зі світло-бурим основним фоном, з глибокими малопомітними бурими і поверхневими різкими полями і плямами. Іноді яйця мають блідо-зеленувате основне тло з блакитною домішкою або без неї і з численними глибокими і поверхневими буро-оливковими або чисто оливковими плямами і крапками, з домішкою сіруватих цяток і чорних штрихів. Виліт пташенят з гнізда починається з другої половини червня.

## Живлення
Раціон складається з різноманітних дрібних комах, споживає також павуків і дощових червів.

## Загрози та охорона
Очеретянка індійська перебуває під охороною Бернської конвенції (Додаток II) та Боннської конвенції (Додаток II).